# Matt Miazga
Matthew Miazga, detto Matt (Clifton, 19 luglio 1995), è un calciatore statunitense, difensore del Cincinnati e della nazionale statunitense.

## Biografia
È nato a Clifton (New Jersey) da madre statunitense e padre polacco.

## Carriera

### Club
L'8 settembre 2013, all'età di 18 anni, esordisce in prima squadra con i New York Red Bulls, durante l'incontro di MLS vinto per 4-1 sul campo degli Houston Dynamo, subentrando a Markus Holgersson al 76º minuto di gioco.
Il 30 gennaio 2016 viene acquistato dal Chelsea per 4,5 milioni di euro. l 2 aprile 2016 esordisce in Premier League nella partita vinta 4-0 sul campo dell'Aston Villa.
Durante l'ultimo giorno del calciomercato estivo 2016 viene ceduto in prestito agli olandesi del Vitesse.
Il 14 dicembre 2016 segna la prima rete in Europa, durante la Coppa d'Olanda negli Ottavi di finale giocati contro lo Jodan Boys.
Il 26 novembre 2017 segna la prima rete in Eredivisie durante il match, vinto dal Vitesse 2-0, contro l'ADO Den Haag e ripetendosi il 2 febbraio 2018 contro il Groningen. Nell'agosto 2018 viene ceduto nuovamente in prestito al Nantes, con cui nella prima metà di stagione disputa soltanto otto partite in Ligue 1. A gennaio la squadra francese decide di terminare il prestito di Miazga, che torna al Chelsea. Il 25 gennaio 2019 Miazga viene ceduto in prestito fino alla fine della stagione al Reading, formazione di Championship.
Il 20 agosto 2021 viene ceduto in prestito all'Alavés.

### Nazionale
Prende parte al Mondiale Under-20 2015 in Nuova Zelanda con la Nazionale statunitense.
Fa il suo esordio in Nazionale maggiore il 13 novembre 2015 nel match di qualificazione al Mondiale 2018 contro Saint Vincent e Grenadine.
Nel 2017 viene convocato per la Gold Cup dove gioca soltanto l'ultima partita della fase a gironi contro il Nicaragua da titolare, segnando anche la prima rete in nazionale.

## Statistiche

### Presenze e reti nei club
Statistiche aggiornate al 15 dicembre 2021.
| Stagione                  | Squadra                   | Campionato                | Campionato | Campionato | Coppe nazionali | Coppe nazionali | Coppe nazionali | Coppe continentali | Coppe continentali | Coppe continentali | Altre coppe | Altre coppe | Altre coppe | Totale | Totale |
| Stagione                  | Squadra                   | Comp                      | Pres       | Reti       | Comp            | Pres            | Reti            | Comp               | Pres               | Reti               | Comp        | Pres        | Reti        | Pres   | Reti   |
| ------------------------- | ------------------------- | ------------------------- | ---------- | ---------- | --------------- | --------------- | --------------- | ------------------ | ------------------ | ------------------ | ----------- | ----------- | ----------- | ------ | ------ |
| 2013-2014                 | New York Red Bulls        | MLS                       | 1          | 0          | USOC            | 0               | 0               | -                  | -                  | -                  | -           | -           | -           | 1      | 0      |
| 2014-2015                 | New York Red Bulls        | MLS                       | 7          | 0          | USOC            | 1               | 0               | CCL                | 1                  | 0                  | -           | -           | -           | 9      | 0      |
| 2015-gen. 2016            | New York Red Bulls        | MLS                       | 26+4       | 1+0        | USOC            | 2               | 0               | -                  | -                  | -                  | -           | -           | -           | 32     | 1      |
| Totale New York Red Bulls | Totale New York Red Bulls | Totale New York Red Bulls | 34+4       | 1          |                 | 3               | 0               |                    | 1                  | 0                  |             | 0           | 0           | 42     | 1      |
| gen.-giu. 2016            | Chelsea                   | PL                        | 2          | 0          | FACup+CdL       | 0+0             | 0+0             | UCL                | 0                  | 0                  | -           | -           | -           | 2      | 0      |
| 2016-2017                 | Vitesse                   | E                         | 23         | 0          | CO              | 6               | 1               | -                  | -                  | -                  | -           | -           | -           | 29     | 1      |
| 2017-2018                 | Vitesse                   | E                         | 32+4       | 3+1        | CO              | 1               | 0               | UEL                | 6                  | 0                  | SO          | 0           | 0           | 43     | 4      |
| Totale Vitesse            | Totale Vitesse            | Totale Vitesse            | 55+4       | 3+1        |                 | 6               | 1               |                    | 6                  | 0                  |             | 0           | 0           | 72     | 4      |
| 2018-gen. 2019            | Nantes                    | L1                        | 8          | 0          | CF+CdL          | 1+0             | 0+0             | -                  | -                  | -                  | -           | -           | -           | 9      | 0      |
| gen.-giu. 2019            | Reading                   | FLC                       | 18         | 0          | FACup+CdL       | 0+0             | 0+0             | -                  | -                  | -                  | -           | -           | -           | 18     | 0      |
| 2019-2020                 | Reading                   | FLC                       | 20         | 2          | FACup+CdL       | 3+1             | 0+0             | -                  | -                  | -                  | -           | -           | -           | 24     | 2      |
| Totale Reading            | Totale Reading            | Totale Reading            | 38         | 2          |                 | 4               | 0               |                    | 0                  | 0                  |             | 0           | 0           | 42     | 2      |
| 2020-2021                 | Anderlecht                | D1                        | 24+6       | 0+1        | CB              | 3               | 0               | -                  | -                  | -                  | -           | -           | -           | 33     | 1      |
| 2021-2022                 | Alavés                    | PD                        | 11         | 0          | CR              | 1               | 0               | -                  | -                  | -                  | -           | -           | -           | 12     | 0      |
| 2022                      | Cincinnati                | MLS                       | 10+2       | 2          | USOC            | 0               | 0               | -                  | -                  | -                  | -           | -           | -           | 12     | 2      |
| 2023                      | Cincinnati                | MLS                       | 27+2       | 0          | USOC            | 4               | 0               | -                  | -                  | -                  | LC          | 3           | 0           | 36     | 0      |
| Totale Cincinnati         | Totale Cincinnati         | Totale Cincinnati         | 37+4       | 2          |                 | 4               | 0               |                    | -                  | -                  |             | 3           | 0           | 48     | 2      |
| Totale carriera           | Totale carriera           | Totale carriera           | 227        | 10         |                 | 23              | 1               |                    | 7                  | 0                  |             | 3           | 0           | 260    | 11     |

### Presenze e reti in nazionale
| Cronologia completa delle presenze e delle reti in nazionale ― Stati Uniti | Cronologia completa delle presenze e delle reti in nazionale ― Stati Uniti | Cronologia completa delle presenze e delle reti in nazionale ― Stati Uniti | Cronologia completa delle presenze e delle reti in nazionale ― Stati Uniti | Cronologia completa delle presenze e delle reti in nazionale ― Stati Uniti | Cronologia completa delle presenze e delle reti in nazionale ― Stati Uniti | Cronologia completa delle presenze e delle reti in nazionale ― Stati Uniti | Cronologia completa delle presenze e delle reti in nazionale ― Stati Uniti |
| Data                                                                       | Città                                                                      | In casa                                                                    | Risultato                                                                  | Ospiti                                                                     | Competizione                                                               | Reti                                                                       | Note                                                                       |
| -------------------------------------------------------------------------- | -------------------------------------------------------------------------- | -------------------------------------------------------------------------- | -------------------------------------------------------------------------- | -------------------------------------------------------------------------- | -------------------------------------------------------------------------- | -------------------------------------------------------------------------- | -------------------------------------------------------------------------- |
| 13-11-2015                                                                 | St. Louis                                                                  | Stati Uniti                                                                | 6 – 1                                                                      | Saint Vincent e Grenadine                                                  | Qual. Mondiali 2018                                                        | -                                                                          | 63’                                                                        |
| 22-5-2016                                                                  | Bayamón                                                                    | Porto Rico                                                                 | 1 – 3                                                                      | Stati Uniti                                                                | Amichevole                                                                 | -                                                                          | 46’                                                                        |
| 16-7-2017                                                                  | Cleveland                                                                  | Nicaragua                                                                  | 0 – 3                                                                      | Stati Uniti                                                                | Gold Cup 2017 - 1º turno                                                   | 1                                                                          |                                                                            |
| 14-11-2017                                                                 | Leiria                                                                     | Portogallo                                                                 | 1 – 1                                                                      | Stati Uniti                                                                | Amichevole                                                                 | -                                                                          |                                                                            |
| 28-3-2018                                                                  | Cary                                                                       | Stati Uniti                                                                | 1 – 0                                                                      | Paraguay                                                                   | Amichevole                                                                 | -                                                                          |                                                                            |
| 2-6-2018                                                                   | Dublino                                                                    | Irlanda                                                                    | 2 – 1                                                                      | Stati Uniti                                                                | Amichevole                                                                 | -                                                                          |                                                                            |
| 9-6-2018                                                                   | Décines-Charpieu                                                           | Francia                                                                    | 1 – 1                                                                      | Stati Uniti                                                                | Amichevole                                                                 | -                                                                          | 60’                                                                        |
| 8-9-2018                                                                   | East Rutherford                                                            | Stati Uniti                                                                | 0 – 2                                                                      | Brasile                                                                    | Amichevole                                                                 | -                                                                          |                                                                            |
| 12-9-2018                                                                  | Nashville                                                                  | Stati Uniti                                                                | 1 – 0                                                                      | Messico                                                                    | Amichevole                                                                 | -                                                                          | 38’                                                                        |
| 12-10-2018                                                                 | Tampa                                                                      | Stati Uniti                                                                | 2 – 4                                                                      | Colombia                                                                   | Amichevole                                                                 | -                                                                          |                                                                            |
| 15-11-2018                                                                 | Londra                                                                     | Inghilterra                                                                | 3 – 0                                                                      | Stati Uniti                                                                | Amichevole                                                                 | -                                                                          |                                                                            |
| 27-3-2019                                                                  | Houston                                                                    | Stati Uniti                                                                | 1 – 1                                                                      | Cile                                                                       | Amichevole                                                                 | -                                                                          |                                                                            |
| 6-6-2019                                                                   | Washington                                                                 | Stati Uniti                                                                | 0 – 1                                                                      | Giamaica                                                                   | Amichevole                                                                 | -                                                                          | cap. 72’                                                                   |
| 9-6-2019                                                                   | Cincinnati                                                                 | Stati Uniti                                                                | 0 – 3                                                                      | Venezuela                                                                  | Amichevole                                                                 | -                                                                          |                                                                            |
| 26-6-2019                                                                  | Kansas City                                                                | Panama                                                                     | 0 – 1                                                                      | Stati Uniti                                                                | Gold Cup 2019 - 1º turno                                                   | -                                                                          |                                                                            |
| 3-7-2019                                                                   | Nashville                                                                  | Giamaica                                                                   | 1 – 3                                                                      | Stati Uniti                                                                | Gold Cup 2019 - Semifinale                                                 | -                                                                          |                                                                            |
| 7-7-2019                                                                   | Chicago                                                                    | Messico                                                                    | 1 – 0                                                                      | Stati Uniti                                                                | Gold Cup 2019 - Finale                                                     | -                                                                          |                                                                            |
| 12-10-2019                                                                 | Washington                                                                 | Stati Uniti                                                                | 7 – 0                                                                      | Cuba                                                                       | CONCACAF Nations League 2019-2020 - 2º turno                               | -                                                                          |                                                                            |
| 12-11-2020                                                                 | Swansea                                                                    | Galles                                                                     | 0 – 0                                                                      | Stati Uniti                                                                | Amichevole                                                                 | -                                                                          | 57’ 87’                                                                    |
| 16-11-2020                                                                 | Wiener Neustadt                                                            | Stati Uniti                                                                | 6 – 2                                                                      | Panama                                                                     | Amichevole                                                                 | -                                                                          |                                                                            |
| 28-3-2021                                                                  | Belfast                                                                    | Irlanda del Nord                                                           | 1 – 2                                                                      | Stati Uniti                                                                | Amichevole                                                                 | -                                                                          |                                                                            |
| 4-6-2021                                                                   | Denver                                                                     | Stati Uniti                                                                | 1 – 0                                                                      | Honduras                                                                   | CONCACAF Nations League 2019-2020 - Semifinale                             | -                                                                          | 94’                                                                        |
| 19-4-2023                                                                  | Glendale                                                                   | Stati Uniti                                                                | 1 – 1                                                                      | Messico                                                                    | Amichevole                                                                 | -                                                                          | 70’                                                                        |
| 24-6-2023                                                                  | Chicago                                                                    | Stati Uniti                                                                | 1 – 1                                                                      | Giamaica                                                                   | Gold Cup 2023 - 1º turno                                                   | -                                                                          |                                                                            |
| 28-6-2023                                                                  | Saint Louis                                                                | Saint Kitts e Nevis                                                        | 0 – 6                                                                      | Stati Uniti                                                                | Gold Cup 2023 - 1º turno                                                   | -                                                                          |                                                                            |
| 2-7-2023                                                                   | Charlotte                                                                  | Stati Uniti                                                                | 6 – 0                                                                      | Trinidad e Tobago                                                          | Gold Cup 2023 - 1º turno                                                   | -                                                                          | 46’                                                                        |
| 9-7-2023                                                                   | Cincinnati                                                                 | Stati Uniti                                                                | 2 – 2 dts (3 – 2 dtr)                                                      | Canada                                                                     | Gold Cup 2023 - Quarti di finale                                           | -                                                                          | 73’ 120+1’                                                                 |
| 12-7-2023                                                                  | San Diego                                                                  | Stati Uniti                                                                | 1 – 1 dts (4 – 5 dtr)                                                      | Panama                                                                     | Gold Cup 2023 - Semifinale                                                 | -                                                                          | 73’                                                                        |
| Totale                                                                     |                                                                            | Presenze                                                                   | 28                                                                         |                                                                            | Reti                                                                       | 1                                                                          |                                                                            |

## Palmarès

### Club
- MLS Supporters' Shield: 3

New York Red Bulls: 2013, 2015
FC Cincinnati: 2023
- Coppa dei Paesi Bassi: 1

Vitesse: 2016-2017

### Nazionale
- CONCACAF Gold Cup: 1

2017
- CONCACAF Nations League: 1

2020

### Individuale
- Miglior difensore della Major League Soccer: 1

2023
- MLS Best XI: 1

2023